# 拉杰普拉
拉杰普拉（Rajpura），是印度旁遮普邦Patiala县的一个城镇。总人口82551（2001年）。

## 人口
该地2001年总人口82551人，其中男性43720人，女性38831人；0—6岁人口8985人，其中男5085人，女3900人；识字率74.19%，其中男性为77.81%，女性为70.11%。